# NGC 7490
NGC 7490 (другие обозначения — PGC 70526, UGC 12379, MCG 5-54-36, ZWG 496.44, NPM1G +32.0586, IRAS23050+3206) — галактика в созвездии Пегас.
Этот объект входит в число перечисленных в оригинальной редакции «Нового общего каталога».